# Moëze
Moëze – miejscowość i gmina we Francji, w regionie Nowa Akwitania, w departamencie Charente-Maritime.
Według danych na rok 1990 gminę zamieszkiwało 467 osób, a gęstość zaludnienia wynosiła 22 osób/km² (wśród 1467 gmin regionu Poitou-Charentes Moëze plasuje się na 575. miejscu pod względem liczby ludności, natomiast pod względem powierzchni na miejscu 359.).